# Кудерський Леонід Олександрович
Леоні́д Олекса́ндрович Куде́рський (29 жовтня 1927 — 12 вересня 2015) — радянський і російський науковець, доктор біологічних наук (1992), професор (1993). Член Президії Російського гідробіологічного товариства, дійсний член Російської академії природничих наук.

## Життєпис
Народився у місті Первомайську, нині Миколаївської області України.
Закінчив школу у місті Єйськ Краснодарського краю. У 1947 році закінчив Батумське морехідне училище, у 1950 році — Карело-Фінський учительський інститут, а у 1953 році (екстерном) — біологічний факультет Карело-Фінського державного університету.
З 1949 року — лаборант Біломорської біологічної станції, з 1953 року — аспірант Карельської філії АН СРСР, з 1956 року — молодший науковий співробітник сектору зоології, згодом — вчений секретар Інституту біології. З 1959 по 1966 роки — директор Карельського відділення Державного науково-дослідницького інституту озерного і річкового господарства. Протягом 1966 ― 1994 років очолював Державний науково-дослідницький інститут озерного і річкового господарства у Санкт-Петербурзі, а з 1994 року — провідний, згодом — головний науковий співробітник Інституту озерознавства РАН.

## Нагороди і почесні звання
- Заслужений діяч науки Російської Федерації (2000).
- Почесний працівник рибного господарства РФ (1997).
- Нагороджений низкою медалей.